# The Singles (EP, Mike Oldfield)
„The Singles“ je druhé EP britského multiinstrumentalisty Mika Oldfielda. Bylo vydáno někdy v průběhu roku 1981 (viz 1981 v hudbě).
„The Singles“ bylo vydáno na dvanáctipalcové gramofonové desce a neobsahuje žádnou předtím nevydanou skladbu. Jedná se spíše o malou kompilaci, která byla zřejmě určena pro japonský trh.

## Seznam skladeb
1. „The William Tell Overture“ (Rossini, úprava Oldfield) – 3:55
2. „Blue Peter“ (Oldfield) – 2:07
3. „Polka“ (tradicionál, úprava Oldfield) – 3:38
4. „Cuckoo Song“ (Praetorius) – 3:13
5. „Pipe Tune“ (Oldfield) – 3:23
6. „Portsmouth“ (tradicionál, úprava Oldfield) – 2:04